# Ghanas håndboldlandshold (herrer)
Ghanas håndboldlandshold er det ghanesiske landshold i håndbold for mænd som også deltager i internationale håndboldkonkurrencer. Holdets uofficielle kælenavn er The Blacks Hands, da det fleste af spillerne arbejder i den offentlige sektor, herunder brandvæsnet, politiet og fængselsvæsnet.
Internationalt er holdes mest kendt for spilleren Erasmus Akrong, den eneste ghaneser der har arbejdet som professionel håndboldspiller. Han har spillet i tyskland for holdet Bayern München.
I 2008 vandt Ghana det 6. vestafrikanske håndboldmesterskab i Togo, som havde deltagelse af fire lande. Ghana fik værtskabet for turneringen i april 2009.
Holdet deltog under All-Africa Games 2009 i Sydafrika hvor de fik en bronzemedalje.

## Resultater

### Afrikamesterskabet
- 1994: 8.-plads

### Panafrikanske lege
- 1999:  Bronze